# Bradford (Iowa)
Bradford es un lugar designado por el censo ubicado en el condado de Franklin en el estado estadounidense de Iowa. En el Censo de 2010 tenía una población de 99 habitantes y una densidad poblacional de 65,68 personas por km².

## Geografía
Bradford se encuentra ubicado en las coordenadas 42°38′12″N 93°14′56″O / 42.63667, -93.24889. Según la Oficina del Censo de los Estados Unidos, Bradford tiene una superficie total de 1.51 km², de la cual 1.51 km² corresponden a tierra firme y (0%) 0 km² es agua.

## Demografía
Según el censo de 2010, había 99 personas residiendo en Bradford. La densidad de población era de 65,68 hab./km². De los 99 habitantes, Bradford estaba compuesto por el 100% blancos, el 0% eran afroamericanos, el 0% eran amerindios, el 0% eran asiáticos, el 0% eran isleños del Pacífico, el 0% eran de otras razas y el 0% pertenecían a dos o más razas. Del total de la población el 1.01% eran hispanos o latinos de cualquier raza.